# غوس ماكدونالد
غوس ماكدونالد (بالإنجليزية: Gus Macdonald)‏ هو صحفي ونقابي ومدير وسياسي بريطاني، ولد في 20 أغسطس 1940 في المملكة المتحدة. حزبياً، نشط في حزب العمال.

## مناصب
- انتخب عضو مجلس الشورى البريطاني.
- انتخب Minister of State for Transport [الإنجليزية]‏ (29 يوليو 1999 – 8 يونيو 2001).
- انتخب وزير ديوان مجلس الوزراء [الإنجليزية]‏ (11 يونيو 2001 – 13 يونيو 2003).
- انتخب وزير الدولة للنقل [الإنجليزية]‏.